# The Angels
The Angels son una banda australiana de Hard Rock formada en Adelaide, Australia, en 1974. La agrupación luego se trasladó a Sídney, donde gozó de gran popularidad, lanzando exitosos sencillos como "Am I Ever Gonna See Your Face Again", "Take a Long Line", "Marseilles", "Shadow Boxer", "No Secrets", "We Gotta Get Out Of This Place", "Let The Night Roll On", y "Dogs Are Talking".
The Angels fueron citados por Guns N' Roses al igual que algunas bandas de la escena de Seattle (agrupaciones de grunge), incluyendo a Pearl Jam y Nirvana, como una gran influencia en su sonido. Junto a bandas como AC/DC, Rose Tattoo, Wolfmother e INXS, The Angels ha logrado dar reconocimiento internacional al rock australiano. 
Neeson dejó el grupo en 1999 debido a lesiones en la columna vertebral sufridas en un accidente automovilístico y se disolvieron al año siguiente. Posteriormente, las versiones competidoras del grupo se presentaron con el nombre de los Ángeles, hasta abril de 2008, cuando la formación original de los años 70s se reformó para una serie de giras hasta 2011, cuando Neeson se fue nuevamente. Las versiones alternativas continuaron con nuevos miembros.
Los Ángeles fueron incluidos en el Salón de la Fama de ARIA en octubre de 1998 con la formación de Bailey, John y Rick Brewster, Eccles y Neeson. El musicólogo australiano, Ian McFarlane, declaró que "The Angels tuvo un profundo efecto en la escena de la música en vivo de Australia a fines de la década de 1970 y principios de la década de 1980. [Ellos] ayudaron a redefinir la tradición australiana del pub rock ... [su] marca sin lujos, el boogie, rock de conducción dura, atrajo a los visitantes del pub en un número sin precedentes. A su vez, los shows de The Angels elevaron el estándar esperado de la música en vivo. Después de 20 años en el camino, la banda mostró pocas señales de aliviar la fiebre del hard rock ". [2] Chris Bailey murió el 4 de abril de 2013, a los 62 años, después de ser diagnosticado con cáncer de garganta. El vocalista Doc Neeson murió el 4 de junio de 2014, a los 67 años, de un tumor cerebral maligno.

## Historia

### Principios de 1970
En noviembre de 1970, el futuro miembro de los Angels, John Brewster en guitarra, banjo, arpa, coros y tabla de lavar, y su hermano Rick en violín, tabla de lavar, jarra, coros y percusión formaron Moonshine Jug y String Band, un conjunto acústico, en Adelaida. Los miembros compañeros fueron Craig Holden en guitarra, Bob Petchell en banjo y arpa, y Pete Thorpe en bajo de cofre de té, bajo, tina de lavado y coros. En 1971 se les unió el inmigrante nacido en Belfast, Irlanda del Norte, Bernard "Doc" Neeson, en guitarra y voz principal (ex-The Innocents), un estudiante de artes y ex sargento del ejército, que ya actuó localmente como Doc Talbot. La banda folk se presentó en los campus universitarios locales y en los cafés. Holden se fue en 1972.
En 1973, Spencer Tregloan se unió a Moonshine Jug y String Band en banjo, kazoo, jarra, tuba y coros. Lanzaron su primera grabación extendida de cuatro pistas, Keep You on the Move, que quedó entre los 5 mejores en Adelaida. Contenía una versión de "On the Road Again" de Canned Heat y tres temas originales: uno escrito por John, uno por John y Rick y otro por Neeson. Fue seguido en 1974 por un sencillo, "That's All Right with Me". Ambos lanzamientos fueron en el sello discográfico de la Organización Esfera propiedad de John Woodruff, quien más tarde se convirtió en el gerente de talento de los Angelinos durante dos décadas. en 2015, el grupo fue incluido en el Salón de la Fama del Adelaide Music Collective.
A mediados de 1974, Moonshine Jug y String Band cambiaron su nombre a Keystone Angels, con la formación de John Brewster en la voz principal y el bajo, Rick en la guitarra, Neeson en el bajo y la voz, Peter Christopolous (también conocido como Charlie King) en batería y Laurie Lever en teclados. Se habían cambiado a instrumentos eléctricos y comenzaron a tocar rock and roll de los años 50s en el circuito de pub. Rick recordó más tarde "Hubo un seguimiento de culto con The Jug Band pero si queríamos un verdadero éxito teníamos que comenzar una banda eléctrica. Así que nos lanzamos al fondo. Pasé de tocar la tabla de lavar a tocar guitarra principal. ¡Ni siquiera había tocado una guitarra eléctrica antes!"
Durante julio y agosto de 1974 publicaron una serie de anuncios en Go-Set, la revista nacional de música pop para adolescentes, anunciando que "The Keystone Angels están llegando". en enero de 1975, los miembros restantes actuaron, como cuatro piezas, en el Sunbury Pop Festival, luego apoyaron a AC/DC durante una gira por el sur de Australia, y más tarde ese año fueron la banda de apoyo para Chuck Berry. The Keystone Angels emitió un único sencillo, "Keep on Dancin '", en Esfera durante ese año.

### Finales de la década de 1970: primeros tres álbumes
En 1976, los Angelinos firmaron un contrato de grabación con el sello Albert Productions, por recomendación de Bon Scott y Malcolm Young (de AC/DC). El grupo abandonó "Keystone" de su nombre y se convirtió simplemente en The Angels, y se mudó a Sídney con la formación de Neeson en la voz principal y el bajo, King en la batería, Rick en la guitarra principal y John Brewster en la voz principal y el ritmo guitarra. Según Ian McFarlane, un musicólogo australiano, el grupo "había endurecido su sonido en una marca única de rock duro".
El primer sencillo, "Am I Ever Gonna See Your Face Again", fue lanzado en abril de 1976, producido por Vanda & Young. Fue coescrito por Brewsters y Neeson, que es la primera de las tres versiones que lanzaron como singles durante su carrera. Hicieron su debut en televisión en el programa nacional de música pop Countdown. en agosto, King fue reemplazado por Graham "Buzz Throckman" Bidstrup en la batería. en enero de 1977 Chris Bailey (ex Red Angel Panic, Headband) se unió al bajo, lo que permitió a Neeson concentrarse en las voces principales. Bailey también había sido miembro de Mount Lofty Rangers, con Bon Scott, en 1974.
El segundo sencillo de la banda, "You're a Lady Now", fue lanzado en julio de 1977, al que siguió un mes después su álbum debut homónimo, The Angels, también producido y grabado por Vanda & Young en Albert Studios, Sídney. Incluyó una versión regrabada de "Am I Ever Gonna See Your Face Again". La mayoría de sus diez canciones fueron coescritas por Neeson y los hermanos Brewster. El trabajo de Neeson como líder permitió a la banda desarrollar una presencia en vivo enérgica y teatral. Por lo general, aparecía en el escenario como un extrovertido salvaje, vestido con un traje de cena y, a veces, una pajarita y maracas temblorosas. Como un florete, Rick permaneció inmóvil y llevaba gafas de sol. El ha declarado que Beethoven lo convenció de no moverse en el escenario.
Su segundo álbum, Face to Face, fue lanzado en junio de 1978, que alcanzó el número 16 en la lista de álbumes de Kent Music Report en noviembre y permaneció en las listas durante 79 semanas. Fue acreditado como 4 × platino por el envío de 280,000 unidades. El álbum fue coproducido por el grupo y Mark Opitz, su ingeniero de sonido. Todos los temas fueron acreditados a los Brewsters y Neeson. McFarlane lo describió como un lanzamiento "decisivo" tanto para el grupo como para Opitz. En los premios King of Pop de la Semana de TV de 1978 Peter Ledger ganó el premio al mejor diseño de portada de álbum australiano por su obra de arte. en octubre de 2010, Face to Face se incluyó en el libro, los 100 mejores álbumes australianos.
Para 1978, "eran la banda mejor pagada de Australia, atrayendo multitudes récord dondequiera que tocaran. Como el líder consumado, el carismático Doc Neeson inyectó una fuerte ventaja teatral en las payasadas en el escenario de la banda. Los ángeles a menudo eran vistos como una nueva ola punk sin embargo, el sonido de alta energía, los potentes riffs de guitarra y la sección de ritmo musculoso pero flexible llevaron a la banda más allá de categorizaciones tan fáciles". Ed Nimmervoll del sitio web Howlspace opinó que el álbum "ofrecía una mezcla dura de punk y metal. La banda lo trajo a casa en el escenario detrás de su cantante de teatro, saltando y gesticulando maníacamente, destacando el drama en la letra. En todos los sentidos eran una de las bandas más emocionantes del país, y las giras exhaustivas llevaron a la banda a una generación de fieles seguidores.
Face to Face proporcionó la primera aparición de la banda en el Top 50 en la lista de singles de Kent Music Report con "Take a Long Line", que alcanzó su punto máximo en el número 29. David Crofts de The Canberra Times captó su concierto local en octubre de 1978, donde fueron apoyados por Midnight Oil, "Los Angels tienen un repertorio más limitado que Midnight Oil. Lo que hace la banda puede no ser tan creativo pero es bueno. Muy bien ... El ritmo crudo de la banda es magnético ... un número que recuerda vagamente a Lou Reed, 'Coming Down' fue mi elección de su mejor actuación". En noviembre apoyaron a David Bowie en su primera gira por Australia, sin embargo, Crofts sintió que en su actuación en Canberra "tocaron decepcionantemente. Tocaron durante solo 35 minutos, aparentemente sin sentir nada ... no fueron un parche en su actuación en la ANU hace un mes". Según Neeson, "Bowie fue fantástico. Nos trató como a sus invitados. Se acercó a nuestra primera prueba de sonido y nos ofreció todo en el escenario en términos de iluminación, excepto uno especial que quería conservar." Para coincidir con el espacio de soporte, los Angelinos emitieron su primera grabación extendida, After the Rain - The Tour, con tres pistas.
El 23 de junio de 1979, No Exit, se lanzó su tercer álbum de estudio, que alcanzó el número 8. Fue coproducido por la banda y Opitz, nuevamente. George Young (de Vanda & Young) contribuyó como vocalista de acompañamiento en la canción, "Out of the Blue". The Times of Canberra, Greg Falk revisó su actuación en directo en junio, donde fueron apoyados por las flores, "Los Angels tocan una fórmula establecida en su música. Es rock rápido sin espacios vacíos. El guitarrista rítmico John Brewster da coros a Doc Neeson mientras que el hermano Rick Brewster llena los vacíos que han quedado. El nuevo material de la banda suena muy similar a su brillante [segundo] álbum ... [Ellos] han trabajado en una unidad ajustada dando tanta energía como la audiencia del martes les devolvió". No Exit proporcionó el sencillo "Shadow Boxer" (junio de 1979), que alcanzó su punto máximo en el número 25.
El 29 de septiembre de ese año, Alberts lanzó el EP de cuatro pistas Out of the Blue, que proporcionó la tercera versión de estudio de "Am I Ever Gonna See Your Face Again" en tres años. El EP alcanzó el número 29 en el Kent Music Report Singles Chart. En la víspera de Año Nuevo de 1979, la banda se presentó frente a casi 60,000 personas en los escalones de la Ópera de Sídney. [2] [4] [10] Su conjunto, sin embargo, se truncó cuando estalló un motín en la audiencia. Neeson fue cortado por una botella rota lanzada por un miembro de la audiencia, y Bailey quedó inconsciente por otra botella: ambos fueron llevados al hospital para recibir puntos varios puntos de sutura.

### Década de 1980: versión cara a cara en el extranjero para Beyond Salvation
Los Ángeles firmaron un contrato internacional con CBS Records (hoy Sony) y, en marzo de 1980, lanzaron una nueva versión de Face to Face en la filial de Epic Records. [23] [24] Es una compilación de pistas de las formas australianas de Face to Face and No Exit, [2] [3] más una variedad editada de la versión de estudio de 1979 de "Am I Ever Gonna See Your Face Again" de fuera del azul. La banda australiana se autodenominó Angel City para evitar problemas legales con los glam rockeros de Casablanca Records, Angel. [23] Afirmaron que odiaban el nombre internacional, Angel City. Sin embargo, pasaron más de la mitad de ese año recorriendo los Estados Unidos y Canadá en apoyo del álbum. [23] [24] John Floyd de All Music los describió, "Este combo australiano rugiente muestra sus corazones AC / DC-cum-punk en un poderoso debut en Estados Unidos". [25]
El grupo realizó una gira internacional con seis semanas en los Estados Unidos y un mes en Europa. [26] Karen Hughes de The Canberra Times describió la actuación del grupo en Nueva York, donde el "ataque implacable, de filo duro y ametralladora ganó de una audiencia extremadamente difícil salpicada de luminarias de rock Mick Ronson, Ian Hunter y Karla Devito, si nada más, respeto". [26] Su show de Los Ángeles fue "una versión más sutil del fenómeno 'Angel City', tan familiar para el público de rock australiano. Esa noche, la banda de cinco integrantes elevó la capacidad de la multitud, incluidos miembros de las nuevas bandas de onda UFO y Pretenders, a un clímax verdaderamente febril que suplicó tres códigos". [26]
"Básicamente somos una banda en vivo que toca rock 'n' roll para personas que quieren bailar y bailar".
−Doc Neeson [23]
El 16 de junio de 1980, Dark Room, lanzó su cuarto álbum de estudio, producido por los hermanos Brewster. [2] [3] [26] El álbum alcanzó el puesto número 5 en Australia y el número 37 en la lista de álbumes de Nueva Zelanda. [13] [27] Su versión en el extranjero tenía versiones regrabadas de "Ivory Stairs" y "Straight Jacket" en lugar de "Alexander" y "I'm Scared". La banda estadounidense, Great White, más tarde cubrió "Face the Day" (de este LP), así como "Can't Shake It" de No Exit. Dark Room proporcionó el sencillo "No Secrets" en mayo, que alcanzó el puesto número 8 en las listas australianas. Fue coescrito por Bidstrup y Neeson. [28]
Le siguieron otros dos sencillos, "Poor Baby" (junio de 1980) y "Face the Day" (septiembre), ambos alcanzaron los 100 primeros. [2] [13] Su actuación de "No Secrets" en Countdown en agosto fue descrita por Greg Flynn de The Semanal de mujeres australianas "Un caballero imponente y cortés llamado Doc Neeson, vestido de manera natural con una chaqueta blanca y zapatillas de deporte, recibió el visto bueno de un gerente de piso y se subió a un set de cuadros en blanco y negro. La música surgió de los amplificadores salpicados alrededor del Studio y Doc se lanzaron a una canción sobre una actriz que 'vive en una torre armada con las defensas que aprendió de su madre y amigos'. Doc, para aquellos de ustedes que todavía desempolva fielmente sus discos de Glenn Miller, es el cantante principal de The Angels. La mejor banda en vivo de Australia". [29]
Durante octubre de 1980, apoyaron a The Kinks en una gira por Estados Unidos, que fue una "doble dinámica de música rock", según Susan Moore de The Australian Women's Weekly. [30] John Brewster había descrito su gira australiana anterior a Moore, "Realmente disfrutamos el año pasado. La gira nacional para nuestro álbum Dark Room fue una gira muy interesante, con muchos puntos altos". [30]
En marzo de 1981, Bidstrup dejó la banda, según los informes debido a diferencias no musicales, y fue reemplazado por el neozelandés, Brent Eccles (ex Space Waltz, Citizen Band ), en la batería y la percusión. [2] [3] Bidstrup era un miembro de gira de los Swingers en ese año, se unió a los Party Boys en 1983 y formó GANG gajang al año siguiente. [2] [3] [31] En mayo de 1981 lanzaron un sencillo no discográfico, "Into the Heat", que alcanzó su punto máximo en el número 14. [2] [13] Fue seguido el 24 de octubre por una canción de cuatro pistas EP en vivo, Never So Live, grabada por la nueva formación, que alcanzó el número 17. [2] [3] [13] Sobre la base de una nueva canción, "Fashion and Fame", envió 80,000 copias [ cita requerida ] .
El 30 de noviembre de 1981, se lanzó el quinto álbum de estudio del grupo, Night Attack, producido por Ed Thacker and the Brewsters. [2] [3] [32] McFarlane sintió que "vio que las canciones se movían en territorio de heavy metal", que alcanzó el puesto número 11 en Australia y el número 14 en Nueva Zelanda. [2] [13] [27] Como su tercer álbum internacional, Night Attack, incluía una versión remezclada de "Back on You", previamente disponible en la otra cara del sencillo "Into the Heat". A principios de 1982, Bailey dejó el grupo debido a "problemas de visa que le impidieron unirse a la banda en los Estados Unidos". [33] Músico de sesión con sede en Los Ángeles, Jim Hilbun (Holly Penfield,), fue reclutado como su reemplazo en el bajo, la voz, el saxofón y el órgano. [2] [3] Bailey se unió al grupo de rock con sede en Adelaida, Gotham City, a fines de 1982 junto con Bidstrup; dos años después, la pareja fue la fundadora de GANG gajang en Sídney. [2] [3]
En enero de 1983, los Ángeles encabezaron el primer Festival de Música de Narara. [34] Neeson arregló la filmación de la actuación, [34] como pretendía que fuera la última con la banda, inicialmente había planeado abandonar el grupo y seguir una carrera como actor. Live at Narara , con 11 pistas, fue lanzado en VHS en 1988 a través de Mushroom Video. [34] El equipo de filmación era Greg Hunter, Andy Capp y Garry Maunder en cámaras; Matt Butler como editor; dirigida por Bernie Cannon; Neeson como productor ejecutivo y producido en asociación con la estación de radio, 2 Triple M FM. [2] [34] McFarlane sintió que "presentaba a la banda ofreciendo una actuación absolutamente increíble". [2] Después del festival, Neeson continuó con el grupo.
En mayo de 1983 lanzaron su sexto álbum de estudio, Watch the Red, que fue producido por los Angels, [2] [3] y diseñado por Andrew Scott y Al Wright. Alcanzó el puesto número 6 en las listas australianas y alcanzó el top 50 en Nueva Zelanda. [13] [27] Cumplió con sus obligaciones con CBS y Epic Records y firmaron con Mushroom Records con distribución en el extranjero por Music Corporation of America (MCA). [4] Shane Pinnegar de la revista 100% Rock volví a visitar el álbum en mayo de 2014 y sentí que "no fue tanto un giro a la izquierda para The Angels como una ampliación de su paleta de sonido ... [Hilbun fue] para sorprender a la banda tanto como a los fanáticos cuando demostró ser un saxofonista muy capaz ... un álbum fascinante, una colisión de lirismo de observación intelectual, una mezcla de confrontaciones maníacas de personalidades en la banda, y la necesidad de evolucionar un poco más allá del rock directo de pub que habían hecho un nombre para ellos tocando para el anterior diez años." [35]
El sencillo principal, "Stand Up" (noviembre de 1982), escrito por Hilbun, alcanzó el número 21 en Australia. [2] [13] [36] El álbum, aclamado por la crítica por su inventiva musical, contó con saxofones de Hilbun, John Brewster en la voz principal de una canción ("No Sleep in Hell") e incluso un acordeón de piano. El material se derivó de una sesión improvisada de 40 minutos, más tarde lanzada en Australia como "The Blow", que incluye una pista instrumental y algunas letras improvisadas de Neeson. Las sesiones de grabación fueron interrumpidas por un incendio que destruyó el estudio, casi destruyendo las cintas maestras. Su segundo sencillo, "Eat City" (abril de 1983), alcanzó su punto máximo en el número 22. [2] [13] Durante 1983 recorrieron nuevamente los Estados Unidos, fueron el grupo de apoyo para los Kinks. [37] En abril de 2010, Neeson apareció en el concurso de música pop de ABC-TV, Spicks and Specks, serie 6, episodio 12, donde afirmó que Ray Davies (cantante principal de The Kinks) estaba "asustado por los aplausos que recibimos como acto de apoyo". [37] Durante la gira, Davies ordenó que las luces del escenario de los Angelinos se redujeran a la mitad y finalmente las retiró de la gira antes del último espectáculo en Madison Square Gardens. [37]
El séptimo álbum de estudio de los Angelinos, Two Minute Warning, apareció en noviembre de 1984, luego de una temporada de grabación de tres meses en Los Ángeles con Ashley Howe produciendo. [2] [3] Alcanzó el puesto número 5 en Australia y el top 40 en Nueva Zelanda. [13] [27] El cuarto sencillo australiano del álbum, "Underground", apareció en junio de 1985, que alcanzó el top 60 en Australia, [2] [13] En los Estados Unidos se había lanzado antes y alcanzó el número 35, en febrero, en la cartelera ' s Mainstream rock Songs . [38] El álbum de Estados Unidos en MCA, incluyó una regrabación de su canción de 1978, "Be with You", que se convirtió en el último single comercialmente disponible del grupo en ese mercado. Metal Blade Records reeditó el álbum en 1990.
Desafortunadamente para la banda, una depuración de personal en MCA significó que Two Minute Warning recibió poco apoyo del sello. MCA rechazó el próximo álbum del grupo. Como Angel City, interpretaron cuatro canciones para el concierto Oz for Africa de julio de 1985, que forma parte del programa global Live Aid: "Small Price", "Eat City", "Underground" y "Take a Long Line". [39] [40] Ellos fueron difundidas en Australia, (tanto en la red siete y nueve de red ), y en MTV en los Estados Unidos. [40]
John Brewster dejó la banda en febrero de 1986, sus últimos conciertos fueron el 27 de enero, un doble en Melbourne en el Sidney Myer Music Bowl y luego en el Palace Theatre. [2] [3] En su lugar contrataron al exguitarrista de Skyhooks Bob Spencer en marzo. [2] [3] John Brewster se unió a una nueva versión de Party Boys en ese año y permaneció hasta 1989. [3] [31] En octubre, Howling,  su octavo álbum de estudio, que fue grabado en los Estudios Rhinoceros de Sídney con Steve Brown como productor (US, Cult, Wham), fue lanzado en Mushroom Records. [2] [3] [41]Alcanzó el número 6 en Australia y el número 10 en Nueva Zelanda. [13] [27]
Eccles explicó a Pollyanna Sutton de The Canberra Times cómo se había desarrollado el sonido del grupo: "El cambio comenzó cuando John Brewster se fue. Prácticamente dirigía la banda y había muchas cosas que nos hubiera gustado haber hecho con Two Minute Warning. Howling es la continuación. Experimentamos con cosas e instrumentos diferentes y con este álbum lo sellamos con nuevos instrumentos y cantantes de respaldo. Realmente representa lo que la banda es capaz de hacer". [41] Proporcionó una versión de portada del éxito de los Animales, " We Gotta Get Out of This Place " (enero de 1987) que, en el puesto número 7, se convirtió en el sencillo más alto de la banda en Australia. [13] Alcanzó el puesto número 13 en Nueva Zelanda. [27]
En diciembre de 1987 se lanzó un álbum doble en vivo, Live Line, que alcanzó el puesto número 3 en Australia y el número 13 en Nueva Zelanda. [2] [3] [13] [27] La colección abarcó diez años de su carrera. La mayoría de sus canciones fueron grabadas en el Bankstown RSL Club, Sídney, y algunas fueron tomadas de giras anteriores con John Brewster. La versión en CD incluye cuatro canciones no incluidas en el lanzamiento del disco en vinilo. [3] En marzo de 1988 se publicó una versión en vivo de "¿Alguna vez volveré a ver tu cara?" Como single, que alcanzó el número 11 en Australia e incluyó la primera grabación del canto de respuesta de la audiencia, "No Way, Get Fucked, A la mierda ". [2] [13] [42] Otro single fue una mezcla de "Love Takes Care" y "Be with You" en mayo. [2]
En mayo de 1988 Spencer se rompió la muñeca como resultado de una "desafortunada colisión" en el escenario con Neeson. [43] Fue sustituido, en una gira nacional, por Jimi "The Human" Hocking en guitarra y coros. [2] [3] Hocking luego recordó "Me llamaron como resultado de un trabajo de sesión que había hecho recientemente. Originalmente fue para completar una noche y la gira sería cancelada. El concierto salió tan bien que el la banda me ofreció el lugar de guitarra para el resto de la gira, así que de la noche a la mañana me encontré en una gran gira de rock a los 24 años de edad ". [43] Para cada concierto proporcionaron un largo set de tres horas que cubrió su historia musical. [43] En 1998 Live Line fue relanzado subtitulado, The Definitive Digital Remaster, con 14 pistas adicionales en comparación con la forma original de vinilo (cuatro del CD original y diez pistas inéditas). [3] Después de la gira, Spencer reanudó sus deberes en la guitarra y Hocking formó una nueva banda, Jimi the Human y Specter 7. [3]
Chrysalis Records en los Estados Unidos y Japón emitió el noveno álbum de estudio del grupo, Beyond Salvation, usando el nombre de la banda, Los Ángeles de Angel City, en noviembre de 1989. [2] [3] [44] Fue grabado en Memphis con Al Wright, Andrew Scott y Terry Manning (ZZ Top, Led Zeppelin) coproducen. [2] [3] Mientras trabajaban en el álbum, el grupo y Manning "en la guitarra, tocaron en divertidos conciertos, interpretados como Dancing Richard and the Dicks y The Cow Demons". [2] Durante las sesiones de grabación, Hilbun fue reemplazado por James Morley (ex Strawberry Blonde) en bajo y coros. [2] [3] Hilbun se convirtió en miembro de Richard Clapton la banda de apoyo en 1989 y luego la banda de Angry Anderson en el año siguiente. [3]
La versión internacional tenía nuevas regrabaciones de canciones lanzadas anteriormente, "I Ain't the One", "Can't Shake It", "Who Rings the Bell", "City out of Control" y "Am I Ever Gonna See" Your Face Again ", ninguno de los cuales estaba disponible en Australia. Alan Niven fue contratado como su gerente estadounidense. También manejó Great White y Guns N 'Roses. [45] Sin embargo, Niven pronto dejó la gerencia de los Ángeles. [45]

### Década de 1990: Más allá de la salvación hasta la partida de Doc Neeson
La versión internacional de Beyond Salvation solo había incluido cuatro nuevas pistas, tres de ellas aparecieron en la forma australiana del álbum, que fue lanzado en febrero de 1990 a través de Mushroom Records. [46] También tenía ocho pistas nuevas, todas producidas por Manning, no disponibles en el formato internacional. [2] [3] [46] En junio de ese año, Beyond Salvation se convirtió en el primer y único álbum N° 1 de los Angelinos en Australia, donde permaneció entre los 100 mejores durante 38 semanas y obtuvo el certificado de platino para el envío de 70 000 unidades. [2] [13] En Nueva Zelanda, en septiembre, alcanzó el número 3, su álbum más alto en las listas allí. [27]
McFarlane opinó que "fue uno de los mejores álbumes de The Angels, ya que Manning retiró el sonido de la banda a lo básico y puso las guitarras en primer plano". [2] The Canberra Times resumió un artículo de Musician, con sede en Estados Unidos. Como "una crítica brillante ... [que] relató la larga historia de negocios y problemas legales que han mantenido a los Angels fuera del mercado estadounidense" con el álbum mostrando una "confianza maravillosamente despreocupada". [47] Nimmervoll observó que "internacionalmente fue el último lanzamiento de dados. Por alguna razón, a pesar de su reputación, los Ángeles nunca habían establecido un seguimiento internacional sostenible". [4]
En Australia proporcionó cinco sencillos, comenzando con "Let the Night Roll On" (enero de 1990), que alcanzó el puesto número 17 en Australia. [2] [13] El crítico de Canberra Times lo describió como "hard rock, básico como un grito y poderoso como un puñetazo. Una muestra de lo que vendrá ... Prepara tu cabeza para un poco de golpes". [48] "Dogs are Talking" (mayo), el siguiente, alcanzó el número 11 en Australia y obtuvo el certificado de oro para el envío de 35 000 copias. [2] [13] Fue coescrito por Rick, Eccles, Hilbun, Neeson y Spencer y fue registrado en Nueva Zelanda en el número 12. [27] [49]
Su gira Beyond Salvation tuvo un truco barato como acto de apoyo. La otra cara de la versión australiana de "Dogs are Talking" presentó pistas de demostración de tres nuevos actos australianos, que apoyaron a los Angels en esa gira: los Desert Cats, los Hurricanes y el grupo dirigido por John Woodruff, Baby Animals. [2] En Nueva Zelanda, el lado B de "Dogs Are Talking" presentaba canciones de dos actos de apoyo locales; ambos fueron los primeros lanzamientos: "Live It Up" de Nine Livez y "Down Dance" de Shihad .
"Backstreet Pickup" siguió en octubre, entre los 30 mejores en Australia y Nueva Zelanda. [2] [13] [27] Su video musical fue filmado el día en que se le contó a la banda que el álbum alcanzó el número uno en las listas y muestra a una banda boyante y entusiasta actuando. Otros dos sencillos, "Rhythm Rude Girl" (noviembre) y "Bleeding with the Times" (febrero de 1991) alcanzaron el top 100 australiano. [2] [13]
Red Back Fever, su décimo álbum de estudio, había sido grabado en parte en Memphis durante las sesiones de Beyond Salvation, y fue lanzado en noviembre de 1991. [2] Fue coproducido por el grupo con Steve James, que alcanzó el número 14 en Australia y los mejores 50 en Nueva Zelanda. [3] [13] [27] La banda estuvo de gira durante dos años, y el tercer sencillo del álbum, "Tear Me Apart" (julio de 1992), se incluyó en una campaña gubernamental multimillonaria que destaca la violencia relacionada con el alcohol. [50] [51] Alcanzó el top 40. [13] También en ese mes, Mushroom reeditó el álbum como un conjunto de dos CD: Red Back Fever / Left Hand Drive; este último contenía pistas inéditas y raras. [2] [3] Luego emprendieron la gira Alcohol and Violence Tears You Apart. [2]
En 1992 Spencer se fue y Morley lo siguió al año siguiente, posteriormente fueron reemplazados por los miembros que regresaron John Brewster e Hilbun. [2] [3] Spencer se unió a Black Cat Moan y luego fue miembro de los Choirboys de 1992 a 2004. [3] Morley se unió a una serie de bandas de covers. [52] En 1993, los Angels realizaron un concierto único en la Universidad de Western Sídney, co-encabezando con los Screaming Jets. Otros artistas en el proyecto de ley fueron Mental as Anything, Peter Wells (anteriormente de Rose Tattoo) y Wickud Skunk, una banda de Tasmania.
En 1994, el capítulo neozelandés de Hells Angels le pidió a la banda que actuara. Lanzaron un álbum recopilatorio, Evidence, en diciembre de ese año, que incluía dos nuevas pistas: "Don't Need Mercy" y "Turn It On". [2] [3] El EP Hard Tour Tour siguió en abril del año siguiente, que incluía esas dos canciones de Evidence y otras dos nuevas, "Spinning My Wheels" y "Blue Light". [2] [3]
En abril de 1995 encabezaron la gira de Barbed Wire Ball, una gira nacional que también contó con Screaming Jets, The Poor y Who's Guilty. La banda tomó un descanso de la grabación y la gira, para volver a reunirse a mediados de 1996 en los estudios de Darling Harbour para el inicio de las sesiones de su undécimo álbum de estudio, Skin & Bone (marzo de 1998). [2] [3]
En julio de 1997, los Angelinos salieron a la carretera con el Lounge Lizard Tour, con los vocalistas invitados Angry Anderson (de Rose Tattoo) y Ross Wilson (de Daddy Cool, Mondo Rock ). [2] La banda proporcionó el respaldo acústico para la actuación de cada cantante, que incluyó obras de sus respectivas bandas. El 13 de agosto de ese año, los Angelinos firmaron un contrato de grabación con Shock Records en Australia.
En octubre de 1997 apareció un nuevo sencillo, "Caught in the Night", escrito por Jim Hilbun con Doc cambiando las letras del coro y Rick contribuyendo con un cambio de acorde. Fue seguido por Skin & Bone, que alcanzó el número 29 en el ARIA Tabla de álbumes. El 20 de octubre de 1998, los Angelinos, alineación de Chris Bailey, Jim Hilbun, John y Rick Brewster, Brent Eccles y Doc Neeson, fueron incluidos en el Salón de la Fama de la ARIA por Angry Anderson. [53]En noviembre de 1998, la banda realizó un breve set en el Concierto del Siglo en Melbourne para celebrar el 25 aniversario de Mushroom Records. En la víspera de Año Nuevo de 1999, realizaron su último concierto en el MGM Grand Darwin Millennium Concert. Doc Neeson anunció su pausa de la banda luego de un accidente automovilístico que lo dejó con lesiones severas en el cuello y la columna vertebral. [54]

### Años 2000: bandas de spin-off para la reunión
Con la partida de Neeson, los Angelinos cesaron efectivamente, aunque Rick y John Brewster consideraron reclutar a otro cantante. En noviembre de 2000, Shock Records reeditó Left Hand Drive. La Australian Broadcasting Corporation presentó al grupo en su serie musical, Long Way to the Top, en el "Episodio 4: Berserk Warriors", transmitido el 5 de septiembre de 2001. [55] Se emitió, y dos episodios posteriores, como una grabación de video, Long Way to the Top: Historias de Rock and Roll de Australia y Nueva Zelanda: Episodios 4-6: Disco 2, en ese año. [56] En el episodio, Neeson describió lugares de pub, "El hedor simplemente te golpeó y la atmósfera era abrumadora, como una energía real construida a partir de la claustrofobia ... Esperamos tocar en el Lifesaver porque era el tipo de cosas donde podrías entrar y probar cualquier cosa. Una vez, durante el solo, comencé a arrojar peces al público". [55]
Durante la década de 2000, los hermanos Brewster o Neeson formaron versiones competitivas del grupo. [54] En marzo de 2001, una nueva versión, Miembros de los Ángeles, con la formación de Bailey, Bidstrup, John y Rick Brewster y Hilbun en la voz principal. Proporcionaron una actuación única en uno de los Conciertos Ted Mulry Benefit, que se lanzaron en video como Gimme Ted. [3] El 24 de junio de 2002, Shock Records emitió The Complete Sessions 1980–1983, un conjunto de cajas de 4 CD de la salida grabada de la banda de Dark Room a Watch the Red álbumes Alrededor de ese tiempo, Bailey, Bidstrup y los Brewsters hicieron una gira como la Original Angels Band. Neeson recordó más tarde: "Cuando tuve mi accidente automovilístico me dijeron que iba a terminar en una silla de ruedas por el resto de mi vida. Hicimos un acuerdo sobre el uso del nombre The Angels porque querían continuar". [57]
Mientras tanto, Neeson, Hilbun y el director ejecutivo de Westfield, David Lowy, formaron Red Phoenix, lanzando un álbum y haciendo giras brevemente durante 2005. [57] En julio de 2006, Liberation volvió a publicar gran parte del catálogo de los Ángeles, incluyendo Dark Room, Night Attack, Watch the Red, Advertencia de dos minutos, Aullidos, Más allá de la salvación, Fiebre de la espalda roja y Noche de insomnio desperdiciado: los grandes éxitos definitivos . [3]
El 4 de diciembre de 2006 se lanzó Live at the Basement, que fue grabado por Bailey, Bidstrup y Brewsters: una vez más usando el nombre, los Ángeles. En septiembre de 2007, Neeson ganó una orden judicial para evitar que usen ese nombre. [54] [57] Como parte de Countdown Spectacular 2, recorrió las capitales australianas como Angels de Doc Neeson del 18 de agosto al 5 de septiembre de 2007. Utilizó la formación de Hilbun, Lowy, Dave Leslie (ex-Baby Animals) en guitarra y Paul Wheeler (ex Icehouse ), quien luego fue reemplazado por Mick Skelton, en la batería. [59] La versión de Neeson lanzó un álbum, Acoustic Sessions (1 de septiembre de 2007), [57]usando Hilbun, Leslie y Tim Powles en percusión, a través de Liberation Blue. Mientras tanto, la banda dirigida por Brewster lanzó un EP, Ivory Stairs . [57]
En octubre de 2007, la banda de Neeson se unió al Tour de Force, que actuó en el Medio Oriente durante 13 espectáculos en 16 días para el personal de servicio australiano en Afganistán, Irak y Kuwait. [58] Su formación para la gira fue Leslie, Skelton, Sarah Graye (ex Nitocris ) en bajo y Mitch Hutchinson en guitarra. Mientras estaba en el campo, Neeson recibió dos medallas, la Medalla del Servicio Nacional y la Medalla de Defensa Australiana, por el Mayor General Mark Evans en Bagdad, Irak. [58] Wasted Sleepless Nights: The Definitive Greatest Hits [60] fue lanzado en DVD el 11 de julio de 2007. Incluía imágenes en vivo nunca antes lanzadas, y pistas grabadas en vivo desde ABC's Studio 22.
Paul Cashmere de Undercover.com.au anunció la reunión de Neeson con Bailey, Bidstrup y los hermanos Brewster, como los Angels en abril de 2008. [61] [62] La banda reformada tocó una serie de fechas de junio a agosto de 2008, que incluyó la celebración del 30 aniversario de su álbum, Face to Face. [61] La "reconciliación incómoda" entre los miembros se mostró en un documental, No Way, Get F * # ked, F * # k Off! (11 de octubre de 2008) proyectado en SBS-TV. [63] Fue dirigida por Ben Ulm, producida por Stu McCarney, editada por Francine Thomson, audio mezclado por Mark Tanner y partitura original de Rick Brewster. [42]Fue lanzado en DVD, bajo el mismo nombre, a través de Beyond Home Entertainment, más tarde ese año. [42]

### Década de 2010: Neeson solo a Gleeson en la voz principal
Su viaje de 40 años es similar a una epopeya de Shakespeare, con innumerables cambios de formación, miembros que emprenden acciones legales unos contra otros, caídas de hermanos, altibajos increíbles y estúpidos tontos ... Pero durante dos o tres años alrededor de 1978-81 Los Ángeles fueron una de las bandas más brillantes del país.
A finales de 2010, Neeson anunció que reanudaría su carrera en solitario. Luego pasó a formar los Ángeles al 100% con Bidstrup, Hilbun, Morley y Spencer. Realizaron un espectáculo privado exclusivo para 1,000 personas en una instalación minera en Australia Occidental a fines de 2012. [ cita requerida ]
En mayo de 2011, Bailey y los Brewsters reclutaron al baterista Nick Norton y al cantante de Screaming Jets (y DJ de la radio FM MMM), Dave Gleeson para enfrentar a los Angels. [64] Bidstrup y Neeson "afirman que los tres miembros restantes de la banda han contravenido un acuerdo al traer a dos nuevos miembros para recorrer los pubs (bares) australianos como The Angels". [64] Sin embargo, esta alineación grabó nuevas pistas por primera vez desde finales de la década de 1990. En junio de 2011 lanzaron un EP, Waiting for the Sun, y recorrieron Australia en apoyo hasta 2012. En enero de 2012 grabaron un álbum en vivo, los Angelinos el primero en dos décadas, en el teatro QPAC en Brisbane.
El 31 de agosto de 2012, los Angels, con Gleeson a bordo, lanzaron su primer nuevo álbum de estudio en 14 años, Take It to the Streets, que alcanzó el número 24 en la lista de álbumes de ARIA. [13] [65] El mismo día también lanzaron "Live at QPAC", el primer álbum en vivo de la banda desde "Liveline" de 1988. Estuvo brevemente disponible como un álbum 2 × CD.
En noviembre y diciembre de 2012, los Ángeles con Dave Gleeson se unieron a los Baby Animals y los Hoodoo Gurus para la gira nacional A Day on the Green, [66] lo que resultó en un espectáculo principal frente a 8,500 en Perth. También en noviembre, los Ángeles con Gleeson comenzaron a grabar canciones para un nuevo álbum de estudio, y anunciaron su gira nacional Take It to the Streets, del 22 de febrero al 20 de abril de 2013. [66] En febrero de 2014 lanzaron un segundo álbum con Gleeson, Talk la charla , que alcanzó el top 50. [13]
Desde noviembre de 2019, The Angels encabezó la gira "They Who Rock 2019" con Baby Animals. Para promocionar la gira, The Angels lanzó una versión de " One Word " de The Baby Animals y Baby Animals cubrió "Marseilles" de The Angels, ambos lanzados el 1 de octubre de 2019. [67]

### Enfermedades y muertes
Artículos principales: Chris Bailey y Doc Neeson.
En enero de 2013 se anunció que Chris Bailey había sido diagnosticado con un cáncer de garganta , y su lugar en el bajo con los Angels fue ocupado por el hijo de John Brewster, Sam. Bailey murió el 4 de abril de 2013, a la edad de 62 años. [68] [69] El 17 de abril se celebró un concierto tributo en el The Barton Theatre. [69] Gary Bradshaw de Amnplify describió cómo "el concierto de beneficio planeado se convirtió en una noche para celebrar la vida de Chris y su contribución a la música australiana durante muchos años". [70] Actuaron Los Ángeles y otros australianos. [70]
El 10 de enero de 2013, Neeson reveló que le habían diagnosticado un tumor cerebral y que se sometería a un tratamiento inmediato. [71] En un concierto benéfico, Rock for Doc, en abril, Neeson le dijo a la audiencia: "La noticia es sombría. Pero algunas personas realmente pueden llegar y esa es la forma en que estoy tratando de pensar sobre las cosas. Entonces estoy mirando con optimismo hacia el futuro ... Y he estado enfermo de un tumor cerebral, y mis médicos me dijeron que no saliera esta noche. ¡Pero el espectáculo continúa! " [72] Interpretó dos canciones; otros artistas en el Teatro Enmore fueron miembros de Midnight Oil, Rose Tattoo, Noiseworks, Cold Chisel, Dragon y Mi-Sex. [73] El 4 de junio de 2014 Bernard "Doc" Neeson murió de su tumor cerebral, a los 67 años. [74]

## Miembros

### Actuales
- Rick Brewster - guitarra, voz (1974-2000, 2001, 2001-2006, 2008–presente)
- John Brewster - guitarra, voz (1974-1985, 1992-2000, 2001, 2001-2006, 2008–presente)
- Dave Gleeson - voz (2011–presente)
- Nick Norton - batería (2011–presente)
- Sam Brewster - bajo (2013–presente)

### Miembros fundadores
- Doc Neeson - voz (1974-2000, 2008-2011, 2012–2014; murió en 2014)
- Charlie King - batería (1974-1976)
- Chris Bailey - bajo (1977-1982, 2001, 2001-2006, 2008–2013; murió en 2013)
- Brent Eccles - batería (1981-2000, 2001)

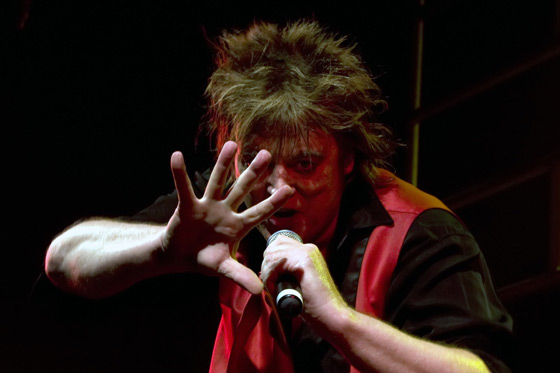
Doc Neeson, fallecido vocalista de The Angels.

## Discografía
- The Angels (1977)
- Face to Face (1978)
- No Exit (1979)
- Face to Face (1980)
- The Angels' Greatest (1980)
- Dark Room (1980)
- Night Attack (1980)
- Watch the Red (1982)
- Two Minute Warning (1984)
- The Angels' Greatest Vol. II (1985)
- Howling (1986)
- Live Line (1987)
- Beyond Salvation (1989)
- Red Back Fever (1990)
- Their Finest Hour... and Then Some (1992)
- Evidence (1994)
- Skin & Bone (1998)
- No Secrets (1998)
- Greatest Hits - The Mushroom Years (1998)
- Left Hand Drive (1998)
- Live at the Basement (2002)
- Wasted Sleepless Nights (2006)
- Take It to the Streets (2012)
- Talk The Talk (2014)
- 40 Years Of Rock - Vol 1: 40 Greatest Studio Hits (2014)
- 40 Years Of Rock - Vol 2: 40 Greatest Live Hits (2014)